# 地域医療機能推進機構登別病院
地域医療機能推進機構登別病院（ちいきいりょうきのうすいしんきこうのぼりべつびょういん）は、北海道登別市にある病院である。通称JCHO登別病院（ジェイコーのぼりべつびょういん）。病院理念は
1. 私たちは、健康と命を守ることを使命とし、良質で安全な医療を提供します。（良質で安全な医療）
2. 私たちは、笑顔と真心で患者さまに接します。（笑顔と真心）
3. 私たちは、地域の医療機関と連携を密にし、医療と福祉を推進します。（地域との連携）

である。

## 沿革
かねてから施設の老朽化や入院患者の減少などにより存廃問題が浮上していたが、登別市内で存続することが決まり、2020年（令和2年）4月13日からを登別東町へ新築移転した新病院での診療を開始した。
- 1946年（昭和21年）6月：年金保険厚生団（後の厚生年金事業振興団）による「登別整形外科療養所」として開設[7]。24床[8]。
- 1948年（昭和23年）1月：財団法人厚生団 登別整形外科療養所と改称[8]
- 1953年（昭和28年）1月
  - 登別温泉町133番地に新病院を建設。68床[8]。
  - 財団法人厚生団 厚生年金登別整形外科病院と改称[8]。
- 1954年（昭和29年）
  - 1月：第2病棟工事竣工[7]。132床[8]。
  - 1月：漏電により本館焼失（翌年に復旧工事完了）[7]。
- 1962年（昭和37年）4月：第1病棟（2号棟）鉄筋化工事竣工。231床[8]。
- 1963年（昭和38年）3月：第2病棟（3号棟）鉄筋化工事竣工。280床[8]。
- 1966年（昭和41年）3月：東病棟（1号棟）・西病棟（3号棟）改修工事竣工[7]。300床[8]。
- 1967年（昭和42年）3月：北病棟（4号棟）新築工事竣工[7]。
- 1968年（昭和43年）3月：訓練用プール棟竣工[7]330床[8]。
- 1969年（昭和44年）3月：新中央棟増改築工事竣工[7]。350床[8]。
- 1972年（昭和47年）4月：「財団法人厚生団 登別厚生年金病院」と改称[8]。
- 1983年（昭和58年）9月：集中豪雨による土砂崩れが発生し[9]、診療休止（1985年に診療再開、200床）[7][8]。
- 1990年（平成02年）3月：3号棟改修工事竣工[7]。287床[8]。
- 1997年（平成9年）5月：病床数を283床に変更[8]。
- 1998年（平成10年）6月：在宅支援室開設[7]。
- 1999年（平成11年）9月
  - 指定居宅介護支援事業所開設[7][8]。
  - 病床数を257床に変更[8]。
- 2000年（平成12年）4月：介護保険サービス事業開始。
- 2004年（平成16年）
  - 3月：温泉リハビリプール設置[7]。
  - 4月：回復期リハビリテーション病棟増床[7]。36床[8]。
- 2006年（平成18年）9月：登別地域包括支援センター受託[7]。
- 2010年（平成22年）：元事務員が「横領罪」容疑で逮捕[10]。
- 2013年（平成25年）2月：耐震補強工事着工[8]。
- 2014年（平成26年）4月：地域医療機能推進機構による「地域医療機能推進機構登別病院」に組織変更[7][11]。
- 2015年（平成27年）5月：訪問看護ステーション開設[7]。
- 2020年（令和2年）4月：登別東町に新築移転[12]。許可病床数110床[8]。

## 機関指定
| 原子爆弾被爆者一般疾病指定医療機関 | 身体障害者福祉法指定医療機関           |
| 労働者災害補償保険法指定医療機関   | 生活保護法に基づく医療機関             |
| 結核予防法に基づく医療機関         | 自立支援医療（更生・育成）指定医療機関 |

## 診療科等
診療科
- 整形外科
- 外科
- 内科
- 脳神経内科
- 泌尿器科
- 麻酔科（ペインクリニック）

部門
- 看護部
- リハビリテーション室
- 薬剤科
- 栄養管理室
- 検査室
- 放射線室
- 医療福祉相談室
- 地域医療連携室
- 訪問看護ステーション
- 訪問リハビリテーション事業所
- 短時間通所リハビリテーション「トレイユ」
- 地域包括支援センター
- 居宅介護支援センター

## 施設認定
- 日本整形外科学会整形外科専門医研修施設

## 許可病床数
- 110床
  - 一般病棟55床（一般病床40床、地域包括ケア病床15床）
  - 回復期リハビリテーション病棟55床（一般病床）[8]

## アクセス・駐車場
交通のご案内（病院公式サイト）も参照。
- JR登別駅下車
- 道南バス「汐見坂」バス停下車
- 道央自動車道「登別東IC」から車